# Fazenda

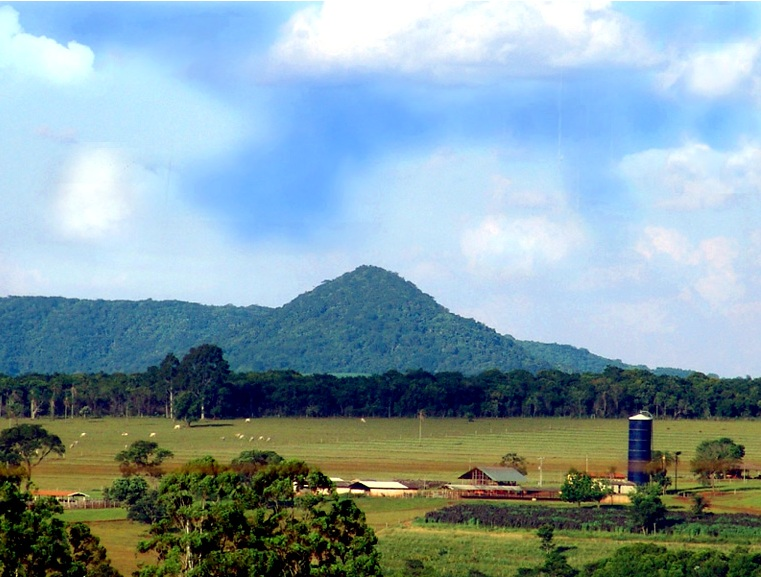
Fazenda em Mato Grosso do Sul, no Brasil

Uma fazenda (Angola e Brasil), herdade (Alentejo, em Portugal), machamba (Moçambique), roça (São Tomé e Príncipe) ou sítio é uma propriedade rural, geralmente composta por um imóvel e um terreno destinado à prática da agricultura e/ou da pecuária.
A propriedade, geralmente, inclui diversas estruturas com o objetivo primário de produção e gerenciamento de alimentos, como também de gado (veja também rancho). Fazendas podem ser dirigidas por simples indivíduos, famílias, comunidades, corporações ou companhias.
As produções de frutas e castanhas são chamadas de pomar; vinhedos produzem uvas. O estábulo é usado para operações que envolvem equinos e outros animais como também gado. O termo "fazenda" pode, ainda, ser aplicado a fazendas de aquacultura, com produção de peixes visando ao mercado alimentício ou ornamentario. Eventualmente, o termo fazenda pode, ainda, ser usado para terrenos de produção florestal que visam à produção de árvores para madeireiras, reflorestamento ou uso decorativo. Uma plantação geralmente utiliza grande espaço de terra em que algodão, tabaco, café, cana-de-açúcar, etc. são cultivados, usualmente por trabalhadores residentes na própria fazenda.
Cidades atuais nos Estados Unidos com decréscimo no total de habitantes apresentam grandes quantidades de edificações abandonadas: uma proposta existente é transformar estas áreas em grandes fazendas no território urbano.
Geralmente possui área verde e sem construções por perto.

## Etimologia
A palavra no sentido de uma propriedade agrícola deriva do verbo "cultivar" uma fonte de renda, sejam impostos, alfândegas, aluguéis de um grupo de senhorios ou simplesmente manter uma mansão individual pela posse feudal da terra de "fazenda de taxa". A palavra vem do substantivo latino medieval firma, também fonte da palavra francesa ferme, que significa acordo fixo, contrato, do adjetivo latino clássico firmus, que significa forte, robusto, firme. Como na idade medieval praticamente todas as mansões estavam envolvidas no negócio da agricultura, que era sua principal fonte de renda, então manter uma mansão pela posse de "fazenda de taxas" tornou-se sinônimo da própria prática da agricultura.

## História

Mapa do mundo mostrando centros aproximados de origem da agricultura e sua disseminação na pré-história: o Crescente Fértil (11.000 a.C.), as bacias dos rios Yangtze e Amarelo (9 000 a.C) e as Terras Altas da Nova Guiné (9 000-6 000 a.C.), México Central (5 000-4 000 AP), Norte da América do Sul (5 000-4 000 AP), África Subsaariana (5 000-4 000 AP, localização exata desconhecida), leste da América do Norte (4 000–3 000 a.C.).

A agricultura foi inovada em vários pontos e lugares diferentes da história da humanidade. A transição de sociedades agrícolas de caçadores-coletores para assentadas é chamada de Revolução Neolítica e começou há cerca de 12 000 anos, perto do início da época geológica do Holoceno há cerca de 12 000 anos. Foi a primeira revolução historicamente verificável do mundo na agricultura. A agricultura se espalhou do Oriente Médio para a Europa e, por volta de 4 000 a.C., as pessoas que viviam na parte central da Europa usavam bois para puxar arados e carroças. Mudanças subsequentes nas práticas agrícolas humanas foram provocadas pela Revolução Agrícola Britânica, no século 18, e pela Revolução Verde, na segunda metade do século 20. A agricultura originou-se de forma independente em diferentes partes do mundo, à medida que as sociedades de caçadores coletores fizeram a transição para a produção de alimentos em vez da captura de alimentos. Pode ter começado há cerca de 12 000 anos com a domesticação do gado no Crescente Fértil, no oeste da Ásia, logo seguida pelo cultivo de culturas. As unidades modernas tendem a se especializar nas culturas ou na pecuária mais adequadas à região, com seus produtos acabados sendo vendidos para o mercado de varejo ou para processamento posterior, com produtos agrícolas sendo comercializados em todo o mundo.